# تام بارلو (بازیکن فوتبال انگلیسی)
تام بارلو (انگلیسی: Tom Barlow؛ زادهٔ January qtr 1875) بازیکن فوتبال اهل بریتانیا است.
از باشگاه‌هایی که در آن بازی کرده‌است می‌توان به باشگاه فوتبال میلوال، باشگاه فوتبال بولتون واندررز، باشگاه فوتبال ساوت‌همپتون، و باشگاه فوتبال اولدهام اتلتیک اشاره کرد.